# Roodkopdeukschildpad
De roodkopdeukschildpad (Platemys platycephala) is een schildpad uit de familie slangenhalsschildpadden (Chelidae).

## Naam en indeling
De wetenschappelijke naam van de soort werd voor het eerst voorgesteld door Johann Gottlob Schneider in 1792. Oorspronkelijk werd de wetenschappelijke naam Testudo platycephala gebruikt en later werd de soort tot de geslachten Emys en het niet langer erkende Hydraspis gerekend. Het is de enige soort uit het monotypische geslacht Platemys. Vroeger was het geslacht veel soortenrijker, maar alle andere soorten zijn verplaatst naar verschillende geslachten, zoals Acanthochelys, Mesoclemmys en Phrynops.
De soortaanduiding platycephala betekent vrij vertaald 'platte kop' en is afgeleid van de Griekse woorden platys (plat) en kephale (kop).

### Ondersoorten
De roodkopdeukschildpad wordt verdeeld in twee ondersoorten, de ondersoort Platemys platycephala melanonota komt westelijker voor en heeft een donkerder rugschild. De ondersoortaanduiding melanonota is afgeleid van de Griekse woorden melania en notos en betekent vrij vertaald 'zwarte rug'. De ondersoorten zijn onderstaand weergegeven, met de auteur en het verspreidingsgebied.
| Naam                             | Auteur          | Verspreidingsgebied    |
| -------------------------------- | --------------- | ---------------------- |
| Platemys platycephala melanonota | Ernst, 1984     | Peru, Ecuador          |
| Platemys platycephala            | Schneider, 1792 | De rest van het areaal |

## Uiterlijke kenmerken

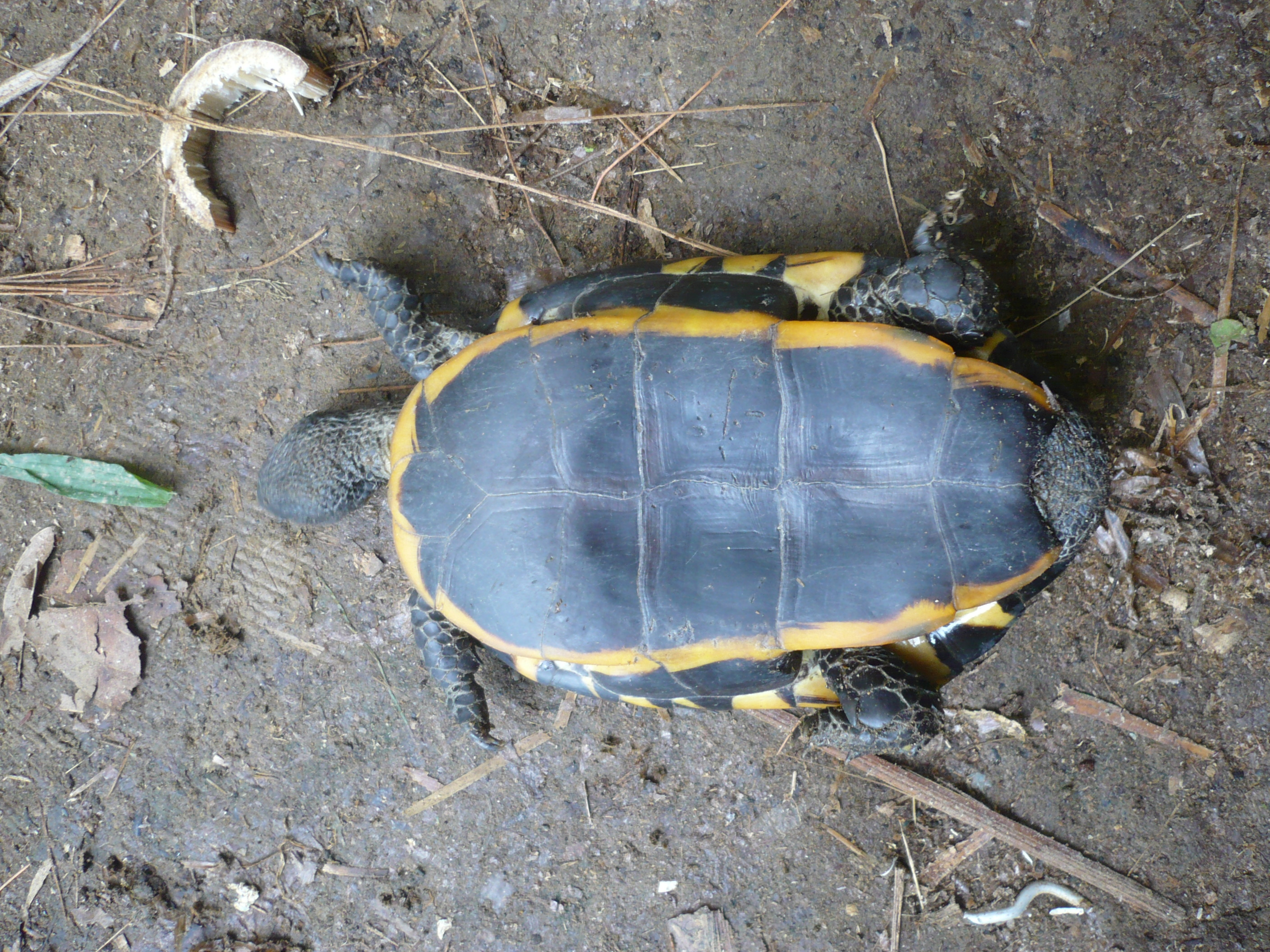
Het buikschild is zwart met een gele rand.

De maximale rugschildlengte bedraagt achttien centimeter, althans de grotere vrouwtjes, waarmee het een relatief kleine soort is. De mannetjes
De schildpad valt buiten de relatief lange nek op door het platte schild, dat een dieper gelegen middendeel heeft. De wervelschilden zijn lager gelegen en aan weerszijden zijn aan de ribschilden opstaande randen aanwezig zodat een driehoekig en naar achteren wijzende brede groef in het midden ontstaat. De schildkleur is oranjebruin tot soms oranje of lichtbruin, aan de voorzijde van het schild zijn vaak zwarte vlakken aanwezig. De marginaalschilden zijn aan de zijkanten van het schild wat omhoog gekromd zodat een soort goot ontstaat. Bij juvenielen zijn er meestal twee ringen aanwezig om het schild, die per vervelling naar de rand toe schuiven. Het buikschild, ook wel plastron genoemd, is zwart met een gele tot groene rand. De plastronformule is als volgt: intergul > abd > fem > an > gul > hum >< pect.
Deze soort heeft een gele tot rode bovenzijde van de kop die doorloopt als een dikke streep tot achter de ogen. Bij de juveniele exemplaren is deze streep vaak felrood, de kleur wordt geler naarmate de schildpad ouder wordt. De nek kan niet worden teruggetrokken en wordt onder het schild gevouwen. De hartvormige kop is relatief klein en afgeplat, de iris is bruin. De kaken hebben een bruine kleur, de snuitpunt is puntig maar vrij kort. Op de nek zijn vele puntige uitsteekseltjes aanwezig, onder de kin zijn twee zeer kleine bruine baarddraden gelegen. De kleur van de poten is donkerbruin, de poten zijn voorzien van stevige schubben. De voorpoten dragen vier klauwen, de achterpoten vijf, tussen de vingers en tenen zijn zwak ontwikkelde zwemvliezen aanwezig.
Mannetjes zijn van de vrouwtjes te onderscheiden aan hun langere en dikkere staart, de cloaca die buiten het schild is gelegen en een iets holler buikschild. Daarnaast bezitten mannetjes een haak-achtige structuur aan de poten. Deze dient waarschijnlijk om zich beter aan het vrouwtje vast te klampen tijdens de paring. Vrouwtjes hebben een uitklapbaar deel aan de achterzijde van het buikschild dat wordt gebruikt bij de afzet van de eieren.

## Levenswijze
De roodkopdeukschildpaddie meestal in het water verblijft maar ook wel op het land komt. De roodkopdeukschildpad is voornamelijk overdag actief maar kan soms ook 's nachts leven. Het is een semi-aquatische soort die aan water gebonden is maar ook wel op het land komt. In het droge seizoen wordt een kuil gegraven waar de schildpad in schuilt tot na de eerste grote regenbui. Het is voornamelijk een carnivoor, op het menu staan voornamelijk vissen en amfibieën, maar ook slakken, wormen en insecten worden gegeten. Er is een voorkeur voor de eieren van amfibieën, daarnaast worden ook wel plantendelen gegeten. De schildpad wordt vaak geparasiteerd door bloedzuigers, op een enkel exemplaar zijn wel eens 81 bloedzuigers aangetroffen.
Tijdens de balts bijt het mannetje in de kopen en staart van het vrouwtje, streelt met zijn baarddraden langs haar kop en besproeit haar met water uit zijn neusgaten. Het legsel bestaat uit slechts één enkel ei, dat een witte kleur heeft en een harde schaal. Het ei wordt in een kuiltje of ergens op de grond gelegd waarna het met rottende bladeren wordt overdekt. Soms wordt enige weken later een tweede ei afgezet. De eieren zijn bijzonder groot en zijn 25 tot 26 millimeter breed en 45 tot 50 mm lang. De juvenielen komen na ongeveer 4,5 tot bijna zes maanden uit waarbij ze twintig gram zwaar zijn en een schildlengte hebben van ongeveer zestig mm, dit is bijna een derde van de lengte van een volwassen exemplaar.
Op 5 augustus 2005 is in reptielenzoo Iguana in Vlissingen een roodkopdeukschildpad geboren. In achttien jaar had de groep van negen schildpadden zich nog nooit voortgeplant.

## Verspreiding en habitat
De roodkopdeukschildpad komt voor in delen van het noorden en midden van Zuid-Amerika en leeft in de landen Colombia, Venezuela, Guyana en Frans-Guyana, Suriname, Ecuador, Peru, Bolivia, en Brazilië. De habitat bestaat uit beekjes, dode rivierarmen en verbonden meren met veel vegetatie waarin de schildpad kan schuilen maar ook wel van eet. De soort is een slechte zwemmer en komt daardoor alleen voor in ondiepe wateren, het dier is ook relatief vaak op de bosbodem te vinden. Diepere en snel stromende wateren zoals rivieren worden vermeden.

## Bedreiging en bescherming
De schildpad is in tegenstelling tot veel andere soorten niet erg populair in de handel in exotische dieren omdat de schildpad moeilijk in leven te houden is. Vanwege de geringe grootte sis het dier ook niet gewild als bushmeat. Door de internationale natuurbeschermingsorganisatie IUCN is nog geen beschermingsstatus toegewezen.